# Hermandad de San Joaquín y de la Virgen de los Dolores
La Hermandad de San Joaquín y de la Virgen de los Dolores fundada en 1522, es una cofradía que participa en las procesiones de Semana Santa de Zaragoza (España). 

## Historia
La Hermandad de San Joaquín y de la Virgen de los Dolores es una cofradía de la ciudad de Zaragoza fundada en 1522 por vecinos y comerciantes de la antigua calle Cedacería (luego Escuelas Pías y que actualmente forma parte de la Avenida César Augusto). Esta fecha de fundación la atestigua el padre capuchino Juan Bautista de Murcia en su libro Patrocinio del Glorioso San Joaquín, y así consta en los archivos de la Hermandad:

Reunidos los habitantes de la calle Cedacería, acudimos a la oración haciendo votos de dedicar al glorioso San Joaquín, a quien escogimos como Patrón, una capilla en acción de gracias, si el Señor por sus méritos, nos libraba de la peste que, por nuestros pecados, afligió a la ciudad de Zaragoza en el año 1522.  Habiéndonos visto libres todos los que hicimos este voto, comerciantes y mercaderes de dicha calle, auxiliamos a los enfermos de otras calles sin daño ni perjuicio alguno, y, agradecidos a tan singular beneficio, nos presentamos al Prior de Santo Domingo suplicándole nos diera lugar para construir una capilla al Santo y fundóse allí una Cofradía.

De esta forma quedó establecida la Cofradía de Mercaderes y Comerciantes bajo el patronato de San Joaquín, en la iglesia del Convento de Santo Domingo, en la calle de Predicadores.
Los fines de la Hermandad, vigentes en la actualidad, eran prestar apoyo moral y material a sus miembros en los casos de aflicción, enfermedad o indigencia y proporcionar auxilios de toda índole a los hermanos vivos o difuntos.
La vida de la Hermandad transcurrió con normalidad hasta 1807, según se recoge en diversos documentos de la Hermandad, como el Libro de Relación de Cuentas Espirituales, quedan los Mayordomos de la Cofradía de San Joaquín.  Año 1653 y sigue adelante o el Libro del cobro de miajas y entradas de cofrades en la Cofradía del Señor San Joaquín de mercaderes comerciantes.  Empieza el año 1795 o el Libro de Actas que contiene las actas de la Hermandad desde el Capítulo General celebrado el 20 de julio de 1796 y que enlaza con los actuales libros de actas.
En el segundo de los libros mencionados, legalizado con el sello de la Corona por 40 maravedíes, vemos cómo en 1798 fueron reformadas las primitivas ordinaciones y sustituidas por otras nuevas, aprobadas por mandato real el 26 de abril de 1800.
Entre 1807 y 1814, años de la guerra de la independencia, no se celebraron Capítulos Generales ni se reflejó ninguna actividad en los libros de actas.
El 6 de junio de 1814 se celebró el primer Capítulo General tras la guerra. En él se dio cuenta del estado en que se encontraba la capilla de la Hermandad, después de haber sido utilizada por las tropas francesas para depósito de pertrechos de guerra, y se decidió cobrar 6 anualidades, que se habían dejado de percibir, para restaurar la capilla, como se hizo.
Pero la Cofradía fue perdiendo esplendor.  Desde 1819 los ingresos disminuyeron y el lugar habitual de reunión, el convento de Santo Domingo, fue sustituido por la casa del mayordomo.
En 1834 se hizo notar que en los últimos años había dificultad para encontrar mayordomo por lo que se autorizó elegirlo entre los hermanos espirituales. Ésta es la última acta de la época, aunque el 18 de febrero de 1838 se publicó una esquela convocando a junta en las Escuelas Pías para tratar del traslado de la capilla a la Parroquia de San Pablo.
Desde esta fecha no hay ninguna noticia escrita de la Hermandad, ni siquiera en el libro de actas, y de ello queda constancia en el mismo libro, en la página siguiente al acta de 1834, donde se constata que todo lo que se sabe de la Cofradía es por relación verbal de D. Manuel Dronda Azcárraga, único cofrade antiguo superviviente y a cuya iniciativa se debe el restablecimiento de la Cofradía, con el título de Hermandad de Comerciantes, bajo el Patronato de San Joaquín. Este caballero conservaba algunas propiedades de la Hermandad, como la reliquia, el portapaz o algunos documentos.  Además, donó a ésta reproducciones de algunos objetos que se habían perdido, como la lámpara de plata o el tapiz funerario de San Joaquín.
El restablecimiento, que contó con el apoyo del Arzobispado, se produjo en una Junta General celebrada el 24 de abril de 1897, en el Palacio Arzobispal.  Estuvo presidida, en representación del Arzobispo, por el Deán, D. Lázaro Bauluz, y a ella habían sido convocados los comerciantes de Zaragoza.
La Hermandad de Comerciantes se restablecía para favorecer la relación entre los comerciantes y sus dependientes y tratar de resolver dos problemas que preocupaban a las autoridades eclesiásticas: la usura y la falta de cumplimiento de la santificación de los domingos y festivos.
El Deán indicó, en el acto del Restablecimiento, que:

El objeto de la reunión era restablecer la Hermandad, seguro de que con ello se reportarían ventajas indudables, pues se fortalecerán más y más, con los auxilios de la Santa Madre Iglesia, los lazos que existen o deben existir entre los jefes de las casas mercantiles y sus dependientes.

Por otra parte, los temores que una vida eterna infunde a toda persona piadosa, preciso es que se extiendan hasta esas gentes que, faltas de fe cristiana, no encuentran otros placeres que los que produce la usura, llaga que es preciso extirpar y a ello puede contribuir mucho el restablecimiento de la Hermandad.
Por su parte, D. Joaquín González Marco, primer Director Eclesiástico de la Hermandad, hizo énfasis, el día de su toma de posesión, 10 de junio de 1898, en uno de los fines de la Cofradía: Hacer observar la santificación de los domingos y festivos; y en su deseo de que se hiciera algo para lograr (en esas fechas) el cierre de los establecimientos de comercio. El primer Presidente de la restablecida Hermandad fue D. José Montañés y Blasco.  El nuevo Reglamento fue aprobado el 4 de abril de 1899 por el Arzobispo D. Vicente Alda y Sancho, quien, a su vez, autoriza la elección canónica de la Hermandad en la iglesia de Sta.  Isabel, en la que desde entonces tiene altar propio.  La inauguración oficial tuvo lugar el 19 de junio de 1899 en la iglesia de San Gil (por estar en obras la iglesia de Sta. Isabel).
En 1938 se creyó conveniente que la Hermandad ampliase su campo de actuación y diese muestra pública de su existencia uniéndose a la procesión del Santo Entierro.  A tal fin se constituyó una sección dentro de la misma Hermandad, dedicada a prestar culto especial a la Virgen de los Dolores, hija del Patrón S. Joaquín.  Esta nueva sección de la Virgen de los Dolores fue iniciativa de D. Miguel Abad Castillo, D. Francisco Ferrer Bergua y D. Esteban Ducay Hidalgo, quienes propusieron al entonces Presidente, D. Manuel Gómez Arroyo, la creación de la misma.
La creación de la sección de la Virgen de los Dolores obligó a la redacción de un apéndice al Reglamento de la Hermandad, que fue aprobado el 12 de abril de 1938 por el Arzobispo D. Rigoberto Doménech y Valls.
La sección surgió alrededor de la imagen de la Virgen de la Soledad, propiedad de la Hermandad de la Sangre de Cristo y obra de Palao. La primera participación procesional, en 1938, tuvo lugar con los hermanos de paisano, portando hachas de cera. A partir de este año se realizaron la carroza, todavía inconclusa, el manto, la actual imagen de la Virgen de los Dolores (obra de Manuel José Calero), etc
La pujanza de la sección fue tal que, a propuesta de D. Esteban Ducay, se fusionó, en 1949, con la Hermandad, dando lugar a lo que hoy conocemos como Hermandad de San Joaquín y de la Virgen de los Dolores.
La Hermandad tiene dos procesiones propias, la de los "Siete Dolores y del Encuentro" y la de la "Soledad". Hasta 2019 participó en el Vía Crucis de la Parroquia de los Dolores y en 2022, procesionó el Lunes Santo, en la procesión extraordinaria del "Recuerdo" con motivo del V Centenario de la Hermandad. También participa en la procesión General del Santo Entierro que organiza la Hermandad de la Sangre de Cristo.
La Hermandad hoy en día goza de gran vitalidad, realizando actividades no solamente en Semana Santa, sino durante todo el año, especialmente de carácter benéfico-social. Posee un órgano propio de expresión, el Boletín Cofrade, que se edita con carácter anual. Tiene sede social propia y su sede canónica sigue siendo la Iglesia de Santa Isabel de Portugal.
La cofradía incorpora una Sección de tambores, bombos y timbales.

## Hábito
Los cofrades visten una túnica negra con bocamangas de terciopelo negro. El cíngulo es blanco y se ata a la izquierda con 7 nudos. La prenda de cabeza es un tercerol de terciopelo negro que incorpora, en el frontal, el anagrama bordado en blanco. Los guantes, zapatos y calcetines son igualmente de color negro. Del cuello cuelga la medalla de la cofradía con un cordón blanco trenzado. Muestra el anagrama de la Hermandad en su cara anterior y su nombre en la posterior.
Los pajes infantiles llevan gola blanca de encaje, tercerol con la cara descubierta y guantes blancos. Las hermanas camareras suelen vestir con la tradicional mantilla española.

## Pasos e Imágenes
La Hermandad procesiona el Paso con la imagen de la Virgen de los Dolores y una peana con la imagen de la Virgen Madre de la Divina Gracia. Además, en la parroquia del Corpus Christi, está la imagen de la Virgen de la Soledad.

### Virgen de los Dolores

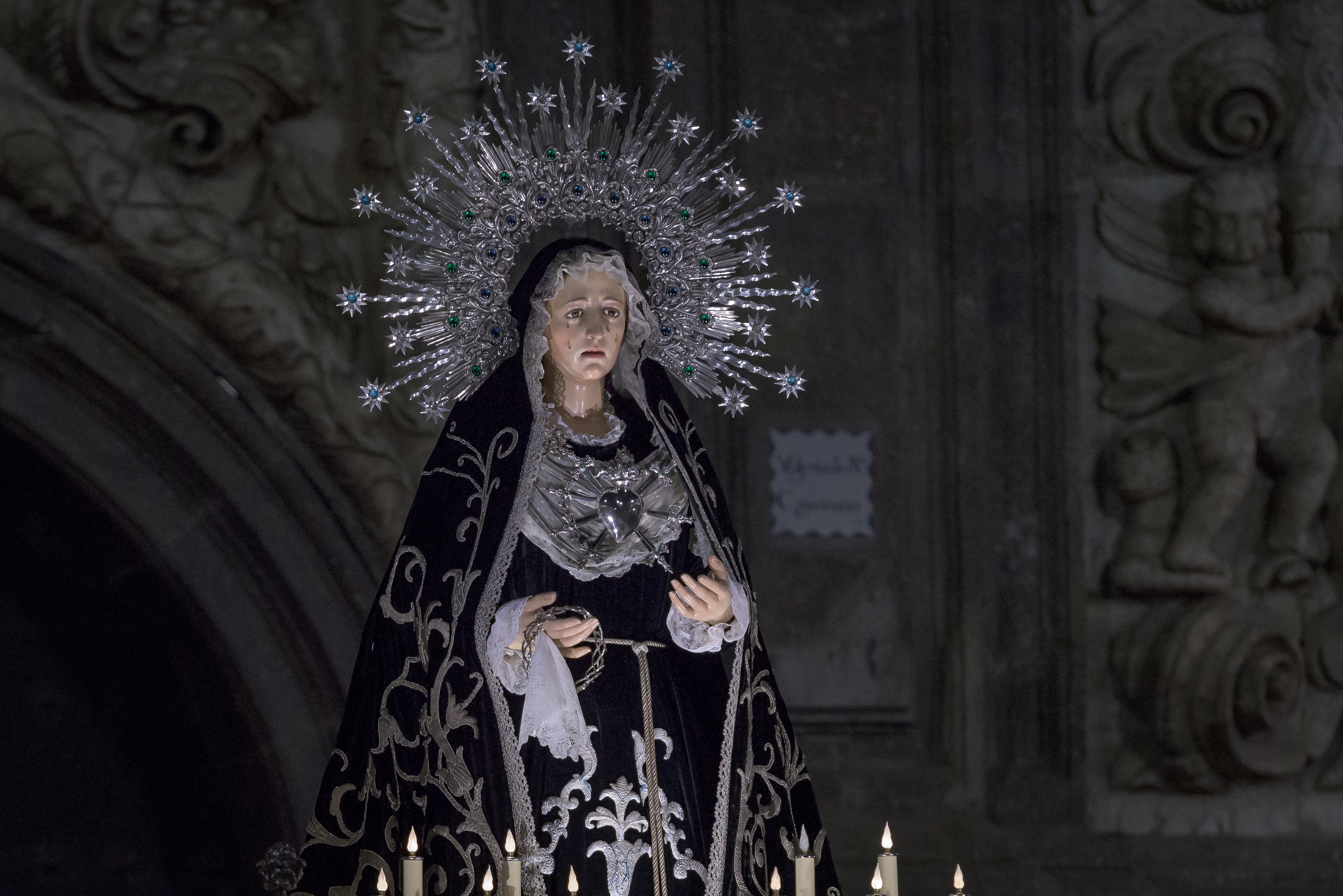
Autor: Héctor Izquierdo

La Virgen de los Dolores, más conocida como La Dolorosa, representa a una Virgen llorando. 
Fue realizada por el escultor granadino Manuel José Calero Arquellada en 1949. La imagen es de madera policromada siendo sus codos y muñecas articulados. Se trata de una imagen vestida de gran tamaño (1,78 m de altura), sin palio y con despliegue de candelería a su frente. Se desplaza en una carroza con ruedas con cuatro faroles en sus esquinas. Destaca su manto de terciopelo negro bordado de plata y su corona de plata con piedras semipreciosas y aureola central. Incorpora así mismo corazón de plata con siete puñales.

### Virgen de la Soledad
La virgen de la Soledad representa a una Virgen serena en estado de soledad tras el cierre del sepulcro. Fue tallada y policromada en 2003 por el escultor aragonés Rafael Valero Ochoa Fernández. Confeccionada en madera de kioto. Se venera durante todo el año en la Parroquia del Corpus Christi.

### Virgen Madre de la Divina Gracia
Imagen realizada en 2021 por el imaginero sevillano Miguel Ángel Domínguez Velázquez y donada a la Hermandad por un grupo de hermanos con motivo del V Centenario de la Hermandad de San Joaquín. La imagen es de vestir, de madera y mide 1,65 m. El ajuar, en negro, terciopelo y azabache, también fue donado por varios hermanos de la Hermandad. Fue bendecida por el arzobispo de Zaragoza, D. Carlos Escribano, en la Basílica de Nuestra Señora del Pilar, el domingo 28 de noviembre de 2021, durante la Solemne Eucaristía con motivo de la Fiesta de Nuestro Glorioso Patrono San Joaquín. Es portada a hombros por una cuadrilla de doce hermanos.

## Procesiones

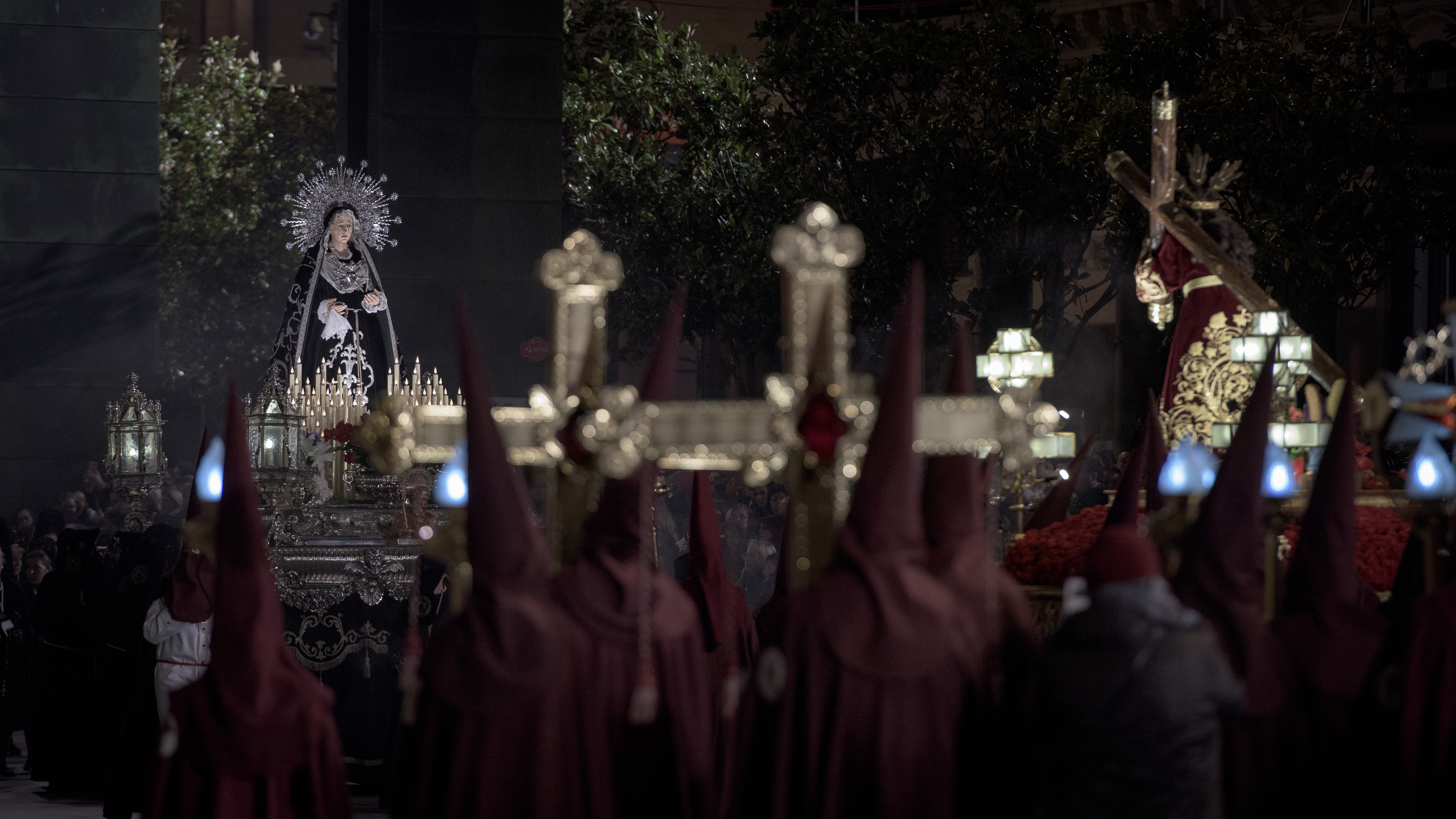
Autor Héctor Izquierdo

### Procesión de los Siete Dolores y del Encuentro
Cada Miércoles Santo, a las 21:30 horas, la Hermandad realiza este procesión titular desde la Real Capilla de Santa Isabel de Portugal.
El recorrido es el siguiente: Plaza del Justicia, Manifestación, Alfonso I, Méndez Núñez, Ossaú, Estébanes, D. Jaime I,  Mayor, Dormer, Cisne, Cuéllar, Plaza de La Seo y Plaza del Pilar en cuya bandeja central, a las doce de la noche, junto con la Cofradía de Jesús Camino del Calvario, se celebra el Acto del Encuentro entre Jesús y María.
Concluido el Acto, se continúa por Plaza del Pilar, Francisco Bayeu, Santiago, D. Jaime I, Plaza Ariño, San Voto, Plaza de Santa Cruz, Espoz y Mina, Alfonso I, Manifestación y Plaza del Justicia finalizando en la Real Capilla de Santa Isabel de Portugal.
Durante la salida, se puede escuchar el poema "Algo pasa en Zaragoza llegado el Miércoles Santo" escrito por Manuel Sales y con la voz de Ignacio Moreno. La Sección de Tambores toca la tradicional marcha "Lenta" y posteriormente la marcha "María" junto a la participación de una Soprano, interpretando una pieza dedicada a la Virgen María.
Una vez el paso de la Virgen de los Dolores ha salido del templo, comienza la lectura de los Siete Dolores a lo largo de recorrido procesional:
I DOLOR - La Profecía de Simeón.
II DOLOR - Huida a Egipto.
III DOLOR - El Niño Perdido.
IV DOLOR - La Calle de la Amargura.
V DOLOR - Crucifixión.
VI DOLOR - Descendimiento.
VII DOLOR - Sepultura.
Cada Dolor es predicado por un miembro de la Hermandad y es leído desde un balcón del recorrido que se engalana con los reposteros, que indican el Dolor correspondiente. Además, durante cada predicación, toda la comitiva procesional se gira mirando a la Virgen.
Durante el recorrido, la Sección de Tambores interpreta diferentes marchas, diferenciando entre las marchas normales y las Lentas. Una característica muy arraigada en esta Sección, es la existencia de los "redobladores" que repiquetean la Lenta, al compás de toda la sección, que camina lentamente marcando el "paso" Sevillana en la calle Méndez Núñez o Lenta Cortada en la zona de Dormer y Manifestación son uno de los momentos más especiales. Además de las marchas lentas, interpretan marchas mucho más modernas como Aniversario, Homenaje, La Palma o Concursos que destacan por su complejidad.
Antes de llegar a la Plaza del Pilar, al pasar por la plaza de La Seo, la procesión se detiene al cruzarse con la Cofradía del Santísimo Ecce-Homo para rendirse honores mutuamente. El seco sonido de la madera de las matracas se junta con el ronco sonido de los tambores, mientras la imagen del Ecce-Homo y la de la Virgen de los Dolores se cruzan en su camino.
A las doce de la noche, en la Bandeja del Pilar, es momento de celebrar el Acto del Encuentro entre la Cofradía de Jesús Camino del Calvario y nuestra Hermandad. Un acto que se organiza desde 1941.
Finalizado el Encuentro la procesión continúa el recorrido hasta llegar a la Real Capilla de Santa Isabel de Portugal donde, tras el homenaje a las Cruces In Memoriam, la predicación del Séptimo Dolor y la Salve Regina, la Sección de Tambores interpreta la Marcha Final para despedir a la Virgen de los Dolores y dar por concluida la procesión.

### Procesión de la Soledad
La Procesión de la Soledad, se realiza el Sábado Santo, a las 00:00horas o media hora después de haber finalizado el Santo Entierro. Es una procesión que, desde 1984, ha ido adquiriendo su identidad y aunque ha sufrido bastantes variaciones, nunca ha perdido el recogimiento y seriedad que le caracteriza. 
En la actualidad, la procesión da comienzo desde el interior de la iglesia de San Felipe, tras haber realizado el Acto de la Soledad. El recorrido es: Plaza San Felipe, Candalija, Alfonso I, Cuatro de Agosto, Blasón Aragonés, Plaza Sas, del Pino, Méndez Núñez, Alfonso I, Manifestación y plaza del Justicia, finalizando en la Real Capilla de Santa Isabel de Portugal.
Durante todo el recorrido, la Sección de Tambores solo interpreta marchas "Lentas" y todos los cofrades van marcando el "paso". Es una procesión que, desde el momento que comienza, no para nunca hasta llegar a la iglesia de San Cayetano, lo que hace más compleja su organización.
En 2022, se procesionó por primera vez la nueva talla Madre de la Divina Gracia sobre una peana portada por 12 hermanos.

### Procesión del Recuerdo
La procesión más nueva de esta Hermandad que se celebró el Lunes Santo de 2022 con motivo del V Centenario de la misma y como homenaje a todos los fallecidos de la Hermandad desde su fundación.

### Procesión General del Santo Entierro
La Procesión del Santo Entierro, es la procesión que motivó la creación de la Sección de la Virgen de los Dolores, bajo el amparo de la Hermandad de San Joaquín. En la Procesión del Santo Entierro del Viernes Santo de 1938, fue la primera vez que participó esta Hermandad, sin hábito, vestidos con traje riguroso y portando un hacha blanca, acompañando a la Virgen de la Soledad de Antonio Palao.
Desde entonces, la Hermandad nunca ha dejado de participar en esta procesión, organizada por la Hermandad de la Sangre de Cristo. La participación es en último lugar, delante del Paso del Cristo de la Cama y tras la Congregación de Esclavas de María Santísima de los Dolores.